# عبر قحطان (بني العوام)

تعديل مصدري - تعديل

عبر قحطان هي إحدى قرى عزلة قطعة الصرابي بمديرية بني العوام التابعة لمحافظة حجة، بلغ تعداد سكانها 702 نسمة حسب تعداد اليمن لعام 2004.